# Junta governativa capixaba de 1891
A Junta governativa capixaba de 1891 foi um triunvirato formado por:
- Inácio Henrique de Gouveia
- Graciano dos Santos Neves
- Galdino Teixeira de Barros Loreto.

A junta governativa assumiu o governo do estado em 8 de dezembro de 1891, permanecendo no cargo até 3 de maio de 1892.